# Åke Malmfors
Samuel Åke Malmfors, född 2 december 1918 i Stockholm, död där 7 mars 1951, var en svensk musikdirektör, tonsättare, körledare och orkesterdirigent.
Malmfors ansågs under sin korta levnad som en löftesrik tonsättare med verkningsfull stämföring och fint nyanserad texttolkning som kom till sin rätt främst i den körmusik som utgjorde större delen av hans produktion.

## Verkförteckning (i urval)
- Gammal nederländare för blandad kör a cappella (text av Bo Bergman)
- Hans och Greta, för blandad kör a cappella (text ur Des Knaben Wunderhorn)
- Mångård, för blandad kör a cappella (text av Sigfrid Siwertz)
- Månsken, för blandad kör a cappella (text av Bo Bergman)